# こんにちは!動物の赤ちゃん
『こんにちは!動物の赤ちゃん』(こんにちはどうぶつのあかちゃん)は、2007年12月23日よりNHK総合で不定期に放送されている動物番組である｡ 派生番組には『動物の赤ちゃん ミニアルバム』がある｡ 姉妹番組には『ぴぷぺZoo！〜とことん楽しむ動物園＆水族館』がある。2017年12月24日には『こんにちは！動物の赤ちゃん 10周年スペシャル』が放送された。
NHKを代表する動物番組『ダーウィンが来た!』､『ワイルドライフ』、『岩合光昭の世界ネコ歩き』と並ぶ番組であり、こちらは主に動物園で生まれた赤ちゃんを紹介する番組である。

## 出演者

### MC
- 久本雅美
- 片山千恵子

### ナレーション
- 中野慎太郎
- 片山千恵子
- 有馬ゆみこ
- 新井里美（こんにちは！動物の赤ちゃん 10周年SP）のみ
- 児玉ユウスケ[1]（こんにちは！動物の赤ちゃん 10周年SP）のみ

### リポーター
- 千葉雄大
- 新井美羽
- 相楽樹
- 藤本美貴 (こんにちは！動物の赤ちゃん 10周年SP)

### 閲覧ゲスト
- 照英
- 藤本美貴
- 横山由依
- ゴリ
- おのののか
- 川栄李奈（こんにちは！動物の赤ちゃん 10周年SP）
- 武井壮（こんにちは！動物の赤ちゃん 10周年SP）
- 黒柳徹子（こんにちは！動物の赤ちゃん 10周年SP）